# Ryoga Ishio
Ryoga Ishio (石尾 崚雅 Ishio Ryoga?), född 18 maj 2000 i Osaka prefektur, är en japansk fotbollsspelare.
Ishio började sin karriär 2018 i Cerezo Osaka. 2019 flyttade han till Zweigen Kanazawa.